# ルイス・フェルナンド・レオン
ルイス・フェルナンド・レオン・ベルメオ（Luis Fernando León Bermeo, 1993年4月11日 - ）は、エクアドル・ロス・リオス県バレンシア出身の同国代表サッカー選手。ポジションはDF（センターバック）。

## クラブ歴
CSノルテ・アメリカとCSDインデペンディエンテ・デル・バジェの下部組織に在籍した。2011年にトップチームに昇格。2019年11月9日のコパ・スダメリカーナ決勝・CAコロン戦ではFKをヘディングで沈め先制点を挙げる。最終的に3-1で勝利し、クラブ史上初の国際タイトル獲得に貢献した。2019年シーズン限りで母国のクラブを後にする。ユース時代を含め10年間在籍し、公式戦300試合以上に出場した。
2020年シーズンよりリーガMXのアトレティコ・サン・ルイスへ加入。2021年1月26日、バルセロナSCへシーズンローンとなることが発表された。

## 代表歴
2014年10月11日のアメリカ合衆国との親善試合で、フリクソン・エラソに代わって出場しエクアドル代表として初出場。

## タイトル
インデペンディエンテDV
- コパ・スダメリカーナ : 2019